# زنغ تاو
زنغ تاو هو مجدف صيني، ولد في 19 مايو 1993.

## وصلات خارجية
- زنغ تاو على موقع الاتحاد الدولي للتجديف (الإنجليزية)
- زنغ تاو على موقع اللجنة الأولمبية الصينية (الإنجليزية)